# یکی را دوست می‌دارم (آلبوم هایده، مهستی و عقیلی)
آلبوم یکی را دوست می‌دارم یک آلبوم استودیویی مشترک با صدای هایده، مهستی و هوشمند عقیلی است که در سال ۱۹۸۳ میلادی (۱۳۶۲ خورشیدی) توسط شرکت ترانه روی نوار کاست به شماره ۱۱۴ منتشر شد. مستند است که دو ترانه «بیا بنویسیم» و «همیشه عاشق» قبل از انقلاب ۱۳۵۷ در ایران ضبط شده‌اند ولی به نظر می‌رسد بقیه آهنگها در آمریکا ضبط شده باشد.

## لیست ترانه‌ها
در آلبوم «یکی را دوست می‌دارم» ۶ ترانه بر روی اول و روی دوم نوار کاست ضبط شده است. نام ترانه‌ها و مشخصات آنها، بر اساس توضیحات روی جلد نوار کاست، به شرح جدول زیر است.
| روی نوار | شماره | نام ترانه          | خواننده | ترانه‌سرا         | آهنگساز          | تنظیم کننده    | مدت (دقیقه) |
| -------- | ----- | ------------------ | ------- | ---------------- | ---------------- | -------------- | ----------- |
| روی اول  | ۱     | یکی را دوست می‌دارم | هایده   | مسعود امینی *    | معین             | کاظم رزازان    | ۱۰:۳۴       |
| روی اول  | ۲     | بیا بنویسیم        | مهستی   | اردلان سرفراز    | محمد حیدری       | منوچهر چشم‌آذر  | ۵:۱۵        |
| روی اول  | ۳     | شیفته بلا          | عقیلی   | طاهره [قرةالعین] | حسن شماعی‌زاده    | نوید [نحوی]    | ۴:۳۵        |
| روی دوم  | ۱     | مهر تو             | عقیلی   | طاهره [قرةالعین] | حسن شماعی‌زاده    | نوید [نحوی]    | ۶:۳۵        |
| روی دوم  | ۲     | همیشه عاشق         | مهستی   | شهین حنانه       | صادق نوجوکی      | ناصر چشم‌آذر    | ۳:۳۴        |
| روی دوم  | ۳     | ای پری کجایی       | عقیلی   | [هوشنگ ابتهاج]   | مهندس همایون خرم | فریدون حیدرنیا | ۵:۲۷        |

## توضیحات جانبی ترانه‌های آلبوم
یکی را دوست می‌دارم
- ترانه «یکی را دوست می‌دارم» ترانه مشهوری است که اولین بار در سال ۱۳۵۷، با صدا و آهنگسازی معین و شعری از مسعود امینی در ایران منتشر شد. این ترانه در سال ۱۳۶۲ در آمریکا با صدای هایده بازتنظیم و اجرا شد.
- * شعر آواز ابتدایی این ترانه از ایرج بقایی کرمانی متخلص به «وفا» است.

بیا بنویسیم
- ترانه «بیا بنویسیم» در تابستان ۱۳۵۷ ضبط شده است. محمد حیدری، آهنگساز ترانه، در مصاحبه با تلویزیون من و تو، زمان ساخت و ضبط ترانه را اینگونه بیاد می‌آورد: «وقتی که من این آهنگ رو ساختم، اوضاع کشور تق و لق شده بود. هایده و مهستی عادت داشتند که تابستانها به اروپا مسافرت کنند. مهستی قبل از مسافرتش، این ترانه را خواند.»
- اردلان سرفراز، ترانه «بیا بنویسیم» را بر روی موسیقی محمد حیدری، در بهار ۱۳۵۷ نوشته است. وی در صفحه رسمی خود در اینستاگرام، در مورد این ترانه اینگونه توضیح می‌دهد: «دومین کار موفق شادروان محمد حیدری و من با صدایی که غم غربتش همیشه بر دلم نشسته و طنین بلورین و شفافش، عبور قافلهٔ عشق‌های گمشده از جادهٔ خاطره هاست. این شعر را در بهار ۱۳۵۷ روی موسیقی دلنشین دوستم زنده یاد محمد حیدری نوشتم. اما سرنوشت این بود که سال‌ها بعد به گوش شما برسد.»[۱۰]
- ترانه «بیا بنویسیم» سالها بعد، برای اولین بار در آمریکا منتشر شده است. وارطان آوانسیان تهیه‌کننده این آهنگ که در آن زمان مدیر شرکت آونگ در ایران بود، در مصاحبه با شبکه من و تو، در مورد انتشار این ترانه این گونه توضیح می‌دهد: «در آن زمان ما کارها را یک به یک ضبط می‌کردیم و اینها را نگه می‌داشتیم، تا اینکه مثلاً ۱۰ آهنگ ضبط شود و بعد آنها را به صورت رنگارنگ به بازار می‌دادیم. این آهنگ [بیا بنویسیم] را موفق نشدیم، به بازار ارایه بدیم. در نهایت این کار را در غربت به بازار ارایه دادیم.»
- ترانه «بیا بنویسیم» انتخاب اول بینندگان شبکه تلویزیونی من و تو در برنامه «بهترین‌های مهستی» شد.

ای پری کجایی
- ترانهٔ «تو ای پری کجایی» یا «سرگشته» برای اولین بار با صدای حسین قوامی (فاخته‌ای) در رادیو در برنامه گلهای تازه شماره ۵۲ ب با تنظیم جواد معروفی پخش شد.[۱۱] این ترانه بارها توسط خوانندگان فراوانی مانند، محمد اصفهانی و علیرضا قربانی نیز بازخوانی شده است.[۱۲]

همیشه عاشق
ترانه «همیشه عاشق» در سال ۱۳۵۶ منتشر شده است.

## دیگر مشخصات آلبوم
- با تشکر فراوان از آقایان: اسفندیار منفردزاده - کاظم رزازان و مهدی قائم مقامی
- استودیوی ضبط: وِست وُرلد رکودرز (West World Records)
- مهندس ضبط: باب شراینر (Bob Schreiner)
- طراحی جلد آلبوم، تصویرگری و کار هنری: کوروش انگالی
- تمامی حقوق متعلق به شرکت ترانه (Taraneh Inc. 1983, USA) می‌باشد.
- تهیه‌کنندگان: جهانگیر طبریایی، وارطان آوانسیان
- پخش: شرکت ساندکس (.Soundex Enterprises, Inc)

## دیگر منابع
- مشخصات پشت جلد نوار کاست «یکی را دوست می‌دارم»
- برنامه «بهترین‌های مهستی»، تولید شبکه من و تو